# Premis Cóndor de Plata 2017
La 65a edició dels Premis Cóndor de Plata 2017, concedits per l'Asociación de Cronistas Cinematográficos de la Argentina, va tenir lloc el 7 d'agost de 2017 al Centro Cultural Kirchner de Buenos Aires, on es va reconèixer a les millors pel·lícules argentines estrenades durant l'any 2016. Fou retransmesa per la Televisión Pública Argentina i presentada per Gabriela Radice. Les nominacions van ser anunciades en la 13a trobada Pantalla Pinamar el març de 2017 a la seu de l'Asociación de Cronistas.
Enguany, es va tornar lliurar el premi al Millor Audiovisual per a Plataforma Digital. En aquesta segona edició es van decidir incloure continguts realitzats per cineastes i /o presentats en festivals de cinema. La categoria millor curtmetratge es va desvelar durant les Jornades de Cinema i Vídeo Independent Uncipar que es van dur a terme del 29 d'abril a l'1 de maig, en la localitat de Pinamar. Entre els 24 curts guanyadors dels diferents festivals nacionals durant l'any 2016, es van seleccionar cinc nominats.
Per aquest lliurament es van avaluar un total de 168 pel·lícules argentines (94 ficcions i 74 documentals) estrenades entre l'1 de gener i el 31 de desembre de 2016 sobre un total de 184 (les 16 restants van aplicar per a Pel·lícula Iberoamericana).

## Premis i nominacions múltiples
En el següent quadre es mostren les diferents pel·lícules que van rebre dues o més nominacions, així com la quantitat de guardons obtinguts.
| Pel·lícula                           | Nominacions |
| ------------------------------------ | ----------- |
| Gilda, no me arrepiento de este amor | 12          |
| La larga noche de Francisco Sanctis  | 12          |
| La luz incidente                     | 10          |
| Lulú                                 | 6           |
| El ciudadano ilustre                 | 5           |
| El invierno                          | 5           |
| Hijos nuestros                       | 4           |
| Primavera                            | 4           |
| Fuga de la Patagonia                 | 4           |
| Operación México                     | 4           |
| Miss                                 | 3           |
| Resurrección                         | 3           |
| Camino a La Paz                      | 2           |
| Ataúd blanco                         | 2           |
| El limonero real                     | 2           |
| Como una novia sin sexo              | 2           |
| La última fiesta                     | 2           |

| Pel·lícula                           | Premis |
| ------------------------------------ | ------ |
| La luz incidente                     | 7      |
| Gilda, no me arrepiento de este amor | 7      |

## Guanyadors i nominats
| Millor pel·lícula | Millor director |
| --- | --- |
| - La luz incidente — Ariel Rotter - El ciudadano ilustre — Mariano Cohn i Gastón Duprat - Gilda, no me arrepiento de este amor — Lorena Muñoz - La larga noche de Francisco Sanctis — Francisco Márquez i Andrea Testa - Lulú — Luis Ortega                                  | - Lorena Muñoz — Gilda, no me arrepiento de este amor - Ariel Rotter — La luz incidente - Francisco Márquez i Andrea Testa — La larga noche de Francisco Sanctis - Luis Ortega — Lulú - Mariano Cohn i Gastón Duprat — El ciudadano ilustre |
| Millor actriu | Millor actor |
| - Érica Rivas — La luz incidente - Natalia Oreiro — Gilda, no me arrepiento de este amor - Ailín Salas — Lulú - Ana Katz — Hijos nuestros - Marilú Marini — El eslabón podrido                                                                                               | - Oscar Martínez — El ciudadano ilustre - Carlos Portaluppi — Hijos nuestros - Diego Velázquez — La larga noche de Francisco Sanctis - Nahuel Pérez Biscayart — Lulú - Rodrigo de la Serna — Camino a La Paz |
| Millor actriu de repartiment | Millor actor de repartiment |
| - Susana Pampín — La luz incidente - Laura Faienza — Al final del túnel - Laura Paredes — La larga noche de Francisco Sanctis - Luisa Kuliok — Primavera - Moria Casán — Primavera - Valeria Lois — La larga noche de Francisco Sanctis                                      | - Lautaro Delgado — Gilda, no me arrepiento de este amor - Alan Sabbagh — La última fiesta - Javier Drolas — Gilda, no me arrepiento de este amor - Marcelo Subiotto — La luz incidente - Manuel Vicente — El ciudadano ilustre |
| Millor Revelació femenina | Millor Revelació masculina |
| - Rosario Shanly — Juana a los 12 - Denisse Labbate — Paula - Lali Espósito — Permitidos - Maruja Bustamante — Permitidos - Mercedes Burgos — La niña de tacones amarillos                                                                                                   | - Valentín Greco — Hijos nuestros - Agustín Pardella — Como una novia sin sexo - Benjamín Amadeo — La última fiesta - Lucas Papa — Taekwondo - Roberto L. Makita — Miss |
| Millor guió original | Millor guió adaptat |
| - Ariel Rotter — La luz incidente - Andrés Duprat — El ciudadano ilustre - Emiliano Torres i Marcelo Chaparro — El invierno - Javier Zevallos — Fuga de la Patagonia - Lorena Muñoz i Tamara Viñez — Gilda, no me arrepiento de este amor                                    | - Francisco Márquez i Andrea Testa — La larga noche de Francisco Sanctis sobre la novel·la homònima d’Humberto Costantini - Gustavo Fontán — El limonero real, adaptació del llibre homònim de Juan José Saer - Leonardo Bechini — Operación México sobre la novel·la Tucho. La "Operación México" o lo irrevocable de la pasión, de Rafael Bielsa |
| Millor opera prima | Millor pel·lícula documental |
| - La noche — Edgardo Castro - Camino a La Paz — Francisco Varone - El invierno — Emiliano Torres - Hijos nuestros — Juan Fernández Gebauer i Nicolás Suárez - Juana a los 12 — Martín Shanly - Miss — Robert Bonomo                                                          | - Favio, crónica de un director — Alejandro Venturini - Contra Paraguay — Federico Sosa - Guido Models — Julieta Sanz - Los cuerpos dóciles — Matías Scarvaci i Diego Gachasín - Pibe chorro — Andrea Testa |
| Millor Curtmetratge | Millor Audiovisual per Plataformes Digitals |
| - Error 404 — Mariana Wainstein - Las Arácnidas — Tom Espinoza - Los días felices — Agustina Guala - No hay bestias — Agustina San Martín | - Nafta Súper — Nicanor Loretti - Desarme — Hernán Fernández - La educación del rey — Santiago Estévez - Pequeña Babilonia — Hernán Moyano - Tierra de rufianes — Federico Moreno Breser |
| Millor Fotografia | Millor Muntatge |
| - Guillermo Nieto — La luz incidente - Daniel Ortega — Gilda, no me arrepiento de este amor - Diego Poleri — El limonero real - Federico Lastra — La larga noche de Francisco Sanctis - Ramiro Civita — El invierno                                                          | - Alejandro Brodersohn — El invierno i Gilda, no me arrepiento de este amor - Francisco D’Eufemia — Fuga de la Patagonia - Lorena Moriconi — La larga noche de Francisco Sanctis - Martín Blousson, Daniel de la Vega y Hernán Moyano — Ataúd blanco - Rosario Suárez — Lulú                                                                       |
| Millor direcció artística | Millor vestuari |
| - Alí Chen — La luz incidente - Daniel Gimelberg — Gilda, no me arrepiento de este amor - Julieta Dolinsky — La larga noche de Francisco Sanctis - Marcela Bazzano — Operación México - Sebastián Rosés — Resurrección                                                       | - Julio Suárez — Gilda, no me arrepiento de este amor y Los inocentes - Jam Monti — La larga noche de Francisco Sanctis - Laura Vega — Resurrección - Mónica Toschi — La luz incidente - Violeta Gauvry — Fuga de la Patagonia y Operación México                                                                                                  |
| Millor So | Millor Música Original |
| - Leandro de Loredo — Gilda, no me arrepiento de este amor - Abel Tortorelli — La larga noche de Francisco Sanctis - Gaspar Scheuer — Operación México - Natalia Toussaint — Fuga de la Patagonia - Santiago Fumagalli, Pierre-Yves Lavoué i Federico Esquerro — El invierno | - Mariano Loiácono — La luz incidente - Coiffeur — Como una novia sin sexo - Daniel Melingo — Lulú - Emisor — Primavera - Lucas Martí — Miss |
| Cóndor de Plata a la Millor pel·lícula Iberoamericana | Millor pel·lícula en llengua estrangera |
| - El abrazo de la serpiente — Ciro Guerra - Julieta — Pedro Almodóvar - Magallanes — Salvador del Solar - Mistérios de Lisboa — Raúl Ruiz - Rara — Pepa San Martín | - Carol — Todd Haynes - Le Nouveau — Rudi Rosemberg - The Hateful Eight — Quentin Tarantino - Little Men — Ira Sachs - Sangue del mio sangue — Marco Bellocchio |
| Millor maquillatge i caracterització | |
| - Alberto Moccia — Gilda, no me arrepiento de este amor - Emanuel Miño — Primavera - Rebeca Martínez — Resurrección - Valeria Bredice — Ataúd blanco i La larga noche de Francisco Sanctis                                                                                   | |

## Premis honorífics
Durant la cerimònia també es van lliurar els Premis Còndor de Plata a la Trajectòria als actors Miguel Ángel Solá i Ana María Picchio, a la cineasta i productora Viró Stantic i al periodista Guillermo Álamos, per les seves grans aportacions a la indústria cinematogràfica nacional durant les seves extenses carreres.

## In memoriam
La cerimònia va comptar amb un segment per a retre homenatge a les persones mortes durant l'últim any, les carreres i les professions del qual es trobaven lligades a la indústria cinematogràfica. El mateix va estar acompanyat per la música en viu de Miguel Ángel Rosado.
- Raúl Garello
- Jorge Gesdel
- Beatriz Día Quiroga
- Carlos Juárez
- Luis César D'Angiolillo
- Beatriz Irusta
- Edwin Manrique
- Pocho La Pantera
- Oscar Alegre
- Oscar Escobar
- Carlos Torlaschi
- Pedro Utrera
- Lilly Vicet
- Emiliano López
- Alberto Laiseca
- Andrés Rivera
- Eliseo Subiela
- Luis Mazzeo
- Salo Pasik
- Ricardo Piglia
- Horacio Guarany
- Omar Gioiosa
- Julieta Magaña
- Daniel Goldstein
- Carlos Ladner
- Clever Dusseau
- Héctor Armendáriz
- Eduardo Marchioli
- Graciana Chironi
- Adriana Genta
- Carlos Russo
- Javier Pérez
- Diana Ingro
- Alcides Chiesa
- Omar Aita
- Walter Jara
- Diego Rafecas
- Alberto Marty
- Luis Andrada
- Ricardo Arauz
- Héctor Sinder
- Francisco Cocuzza
- Andrés Percivale
- Zulma Grey
- Luis Vecchione
- Jorge Nolasco
- Pablo Fischerman
- Miguel "Pipi" Zarcovich
- Vicente Vigo
- Marta Albertinazzi
- Estanislao Sotosca
- Jorge Marziali
- Wagner Mautone
- Jorge Pinasco
- José Bragato
- Elsa Daniel